# National Book Foundation’s Literarian Award
Der Literarian Award for Outstanding Service to the American Literary Community wird von der National Book Foundation seit 2005 als Ehrenpreis für ein Lebenswerk vergeben.

## Preisträger
- 2005: Lawrence Ferlinghetti (1919–2021)
- 2006: Robert B. Silvers (1929–2017) und Barbara Epstein (1928–2006)
- 2007: Terry Gross (* 1951)
- 2008: Barney Rosset (1922–2012)
- 2009: Dave Eggers (* 1970)
- 2010: Joan Ganz Cooney (* 1929)
- 2011: Mitchell Kaplan (* 1955)
- 2012: Arthur Ochs Sulzberger Jr. (* 1951)
- 2013: Maya Angelou (1928–2014)
- 2014: Kyle Zimmer
- 2015: James Patterson (* 1947)
- 2016: Cave Canem
- 2017: Richard „Dick“ Robinson (* 1937)[1]
- 2018: Doron Weber (* 1955)[2]
- 2019: Oren J. Teicher
- 2020: Carolyn Reidy (1949–2020)
- 2021: Nancy Pearl (* 1945)